# Paul Sommer (Schwarzburg-Rudolstadt)
Johannes Paul Franz Eduard Sommer (* 9. September 1860 in Blankenburg; † 20. Juni 1934 in Bad Blankenburg) war ein deutscher Jurist und Politiker.

## Leben
Als Sohn eines Aktuars geboren, ging Sommer auf das Gymnasium in Rudolstadt und studierte Rechtswissenschaften in Erlangen, Leipzig und Göttingen. Während seines Studiums wurde er 1881 Mitglied der schwarzen Verbindung (seit 1913 Burschenschaft) Frisia Göttingen.
Nach seinem Studium war er 1886 als Rechtsanwalt und Notar in Rudolstadt tätig, wo er von 1903 bis 1919 als Stadtrat wirkte. 1907 wurde er zum Justizrat ernannt. Von 1908 bis 1912 war er für die Nationalliberale Partei (NLP) Abgeordneter des Landtags Schwarzburg-Rudolstadt (Wahlkreis Landratsamtsbezirk Rudolstadt I, Höchstbesteuerte); von 1909 bis 1911 war er Landtagspräsident. Sommer war Vorsitzender der Thüringischen Anwaltskammer.